# Budapest XIV. kerületének műemléki listája
Ez a lista Budapest XIV. kerületének műemlékeit tartalmazza.
| Kép                       | Törzsszám | Cím                                                    | Név                                                                                    | Helyrajzi szám         |
| ------------------------- | --------- | ------------------------------------------------------ | -------------------------------------------------------------------------------------- | ---------------------- |
|                           | 15771     | Városliget                                             | Vajdahunyad vára                                                                       | 29732/1                |
|                           | 15771     | Állatkerti út                                          | Magyar Mezőgazdasági Múzeum                                                            | 29732/1                |
|                           | 15771     | Városliget                                             | Jáki kápolna                                                                           | 29732/1                |
|                           | 15771     | Városliget, Olof Palme sétány 1..                      | Millennium Háza (Olof Palme-ház)                                                       | 29732/1                |
|                           | 16096     | Olof Palme sétány 5.                                   | Korcsolyacsarnok                                                                       | 29732/1                |
|                           | 15759     | Ajtósi Dürer sor 37., Hermina út 9–15., Ida utca 6.    | Teleki Blanka Gimnázium, Városligeti Magyar-Angol Két Tanítási Nyelvű Általános Iskola | 31675                  |
|                           | 15760     | Ajtósi Dürer sor 39., Hungária körút 158., Ida utca 8. | Vakok Állami Intézete                                                                  | 31674                  |
|                           | 15761     | Amerikai út 57., Laky Adolf utca 44–46.                | Mazsihisz Szeretetkórház (volt Izraelita Szeretetház)                                  | 31571/2                |
|                           | 15762     | Cházár András utca 10., Abonyi Lajos utca 7.           | ELTE Radnóti Miklós Gyakorlóiskola                                                     | 32745                  |
|                           | 15764     | Hősök tere, Dózsa György út 39–41., Állatkerti út      | Szépművészeti Múzeum                                                                   | 29732/1, 29739/1       |
|                           | 15765     | 1146 Hősök tere, Dózsa György út 37.                   | Műcsarnok                                                                              | 29732/1                |
|                           | 15767     | Hermina út 23.                                         | Hermina-kápolna                                                                        | 31670/1                |
|                           | 15770     | Stefánia út 14., Szabó József köz 2.                   | Magyar Állami Földtani Intézet                                                         | 32827                  |
| több épület (ld. fentebb) | 15771     | Városliget, Vázsonyi Vilmos sétány                     | Vajdahunyad vára, Mezőgazdasági Múzeum, r.k. kápolna, történelmi épületcsoport         | 29732/1, 2, 3, 5, 8, 9 |
|                           | 15984     | Állatkerti körút 6–12.                                 | Fővárosi Állat- és Növénykert együttese                                                | 29732/9                |
|                           |           | Álmos vezér tere 1                                     | Szent István király templom                                                            |                        |
|                           |           | Bosnyák utca 26.                                       | Páduai Szent Antal-plébániatemplom                                                     |                        |
|                           |           | Hermina út 19.                                         | Ferences Mária Missziós nővérek temploma                                               |                        |
|                           |           | Kassai tér 2.                                          | Herminamezői Szentlélek-templom                                                        |                        |
|                           |           | Lőcsei út 32.                                          | Zuglói Evangélikus Egyházközség temploma                                               |                        |
|                           |           | Róna utca 197–199.                                     | Zuglói Református Egyházközség temploma                                                |                        |
|                           |           | Thököly út 56.                                         | Rózsafüzér Királynéja-templom                                                          |                        |
|                           |           |                                                        | George Washington szobra                                                               |                        |
|                           |           | Hősök tere                                             | Millenniumi emlékmű                                                                    |                        |
|                           |           | Mexikói út 60.                                         | Mozgásjavító Általános Iskola                                                          |                        |
|                           |           | Szabó József utca 6.                                   | Récsei Center                                                                          |                        |
|                           |           | Hermina út 47.                                         | Sipeky-villa                                                                           |                        |